# Consiglio delle autonomie locali
Il consiglio delle autonomie locali è un organo collegiale delle regioni italiane, previsto dall'art. 123, comma 4 della costituzione.

## Storia e funzioni
È stato istituito dalla legge costituzionale 18 ottobre 2001, n. 3, che all'articolo 7 dispone l'aggiunta, all'articolo 123 della costituzione, di un comma prevedente il consiglio delle autonomie locali, disciplinato nel funzionamento dai singoli statuti regionali.
L'organo ha funzioni consultive, con riguardo al coordinamento fra la regione ed il sistema di enti locali, di livello inferiore, che la compongono.

## Composizione
Il consiglio è composto dai rappresentanti dei comuni, delle province, e delle comunità montane.